# ギュミュル条約
ギュミュル条約(ぎゅみゅるじょうやく)は、1920年12月1日にアルメニア第一共和国とアンカラ政府の間で締結された、講和条約である。

## 締結までの経緯
この年の9月から始まっていたアルメニア・トルコ戦争は、アンカラ政府の勝利が続いていた。そのため、アルメニア革命連盟と、アルメニア第一共和国は、アンカラ政府と休戦。講和に至った。

## 締結
日時　1920年12月1日
場所　ギュミュル

### 内容
- セーブル条約でのアルメニア・トルコ国境を破棄し、1878年のトルコ・アルメニア国境とする。
- 大アルメニア構想は実現しない。